# Портер, Билли (футболист)
Уи́льям По́ртер (англ. William Porter ; 1905 — 28 апреля 1946), более известный как Би́лли По́ртер (англ. Billy Porter) — английский футболист, защитник.

## Футбольная карьера
Выступал за клубы «Уиндзор Вилла», «Флитвуд Таун» и «Олдем Атлетик». В составе «Олдема» провёл 284 матча. В январе 1935 года перешёл в «Манчестер Юнайтед», выступавший во Втором дивизионе. Был куплен на замену левому защитнику Тому Джонсу. Дебютировал в составе «Юнайтед» 19 января 1935 года в матче против «Барнсли». В сезоне 1935/36 помог клубу выиграть Второй дивизион и выйти в Первый дивизион. Всего сыграл за клуб 65 матчей. Во время войны играл за клуб в военных турнирах, часто — на позиции центрального защитника. В сентябре 1944 года перешёл в клуб «Хайд Юнайтед», где стал играющим тренером.
Менее чем через два года после ухода из «Манчестер Юнайтед», в апреле 1946 года, Билли Портер умер в возрасте 40 лет.

## Достижения
Манчестер Юнайтед
- Чемпион Второго дивизиона: 1935/36